# Nonnenbruchwald

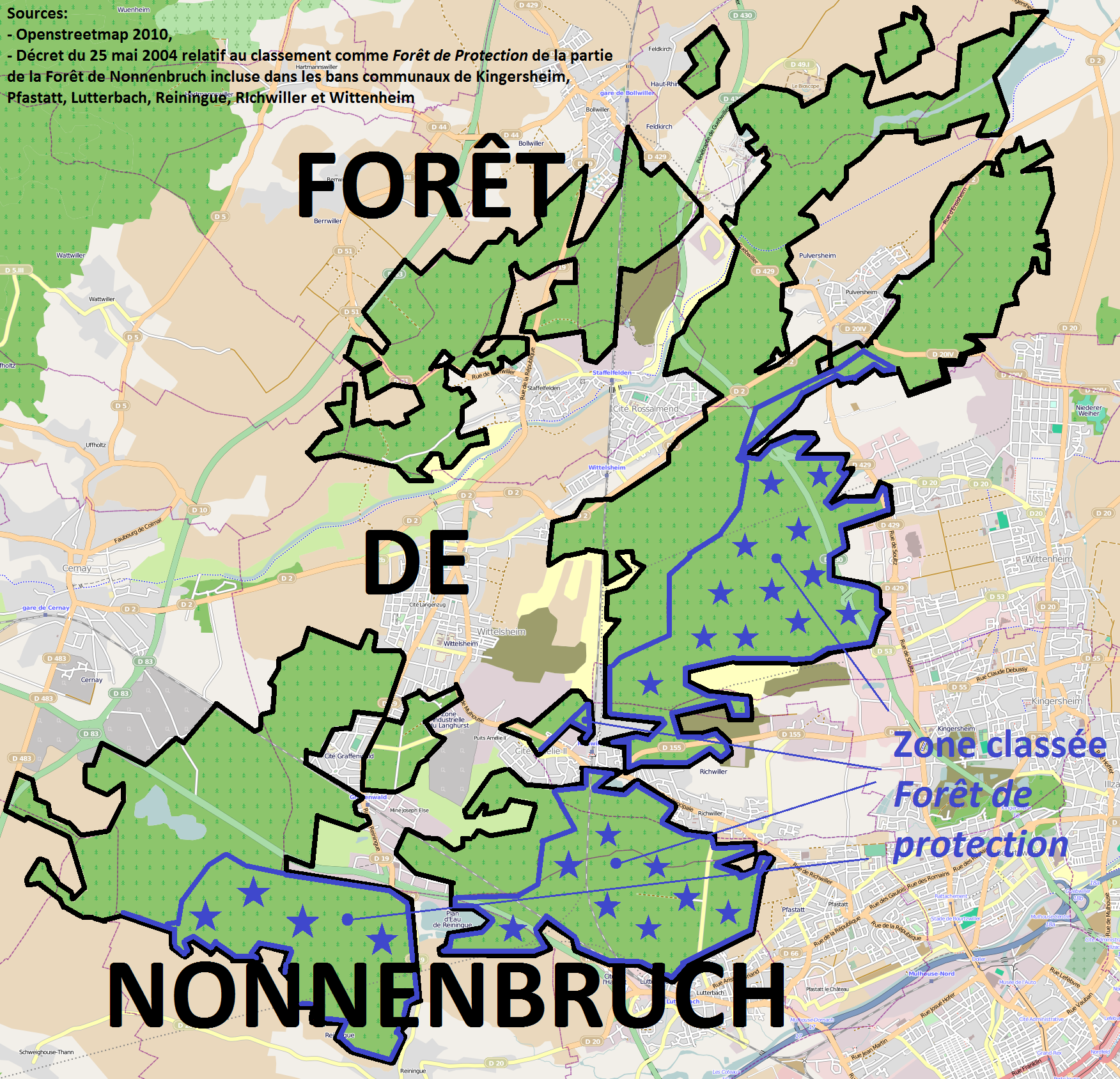
Karte des Nonnenbruchwaldes (schwarze Konturen) mit dem zum Waldreservat erklärten Gebiet (Sterne und blaue Konturen)

Der Nonnenbruchwald (französisch: Forêt de Nonnenbruch) ist ein französisches Waldgebiet im Département Haut-Rhin im Elsass. Er umfasst einen Teil der Gemarkungen im Nordwesten des Großraums Mülhausen. Es handelt sich um das bedeutendste Waldgebiet im Westen der Mülhausener Region mitten im Herzen des Ochsenfeldes.

## Lage

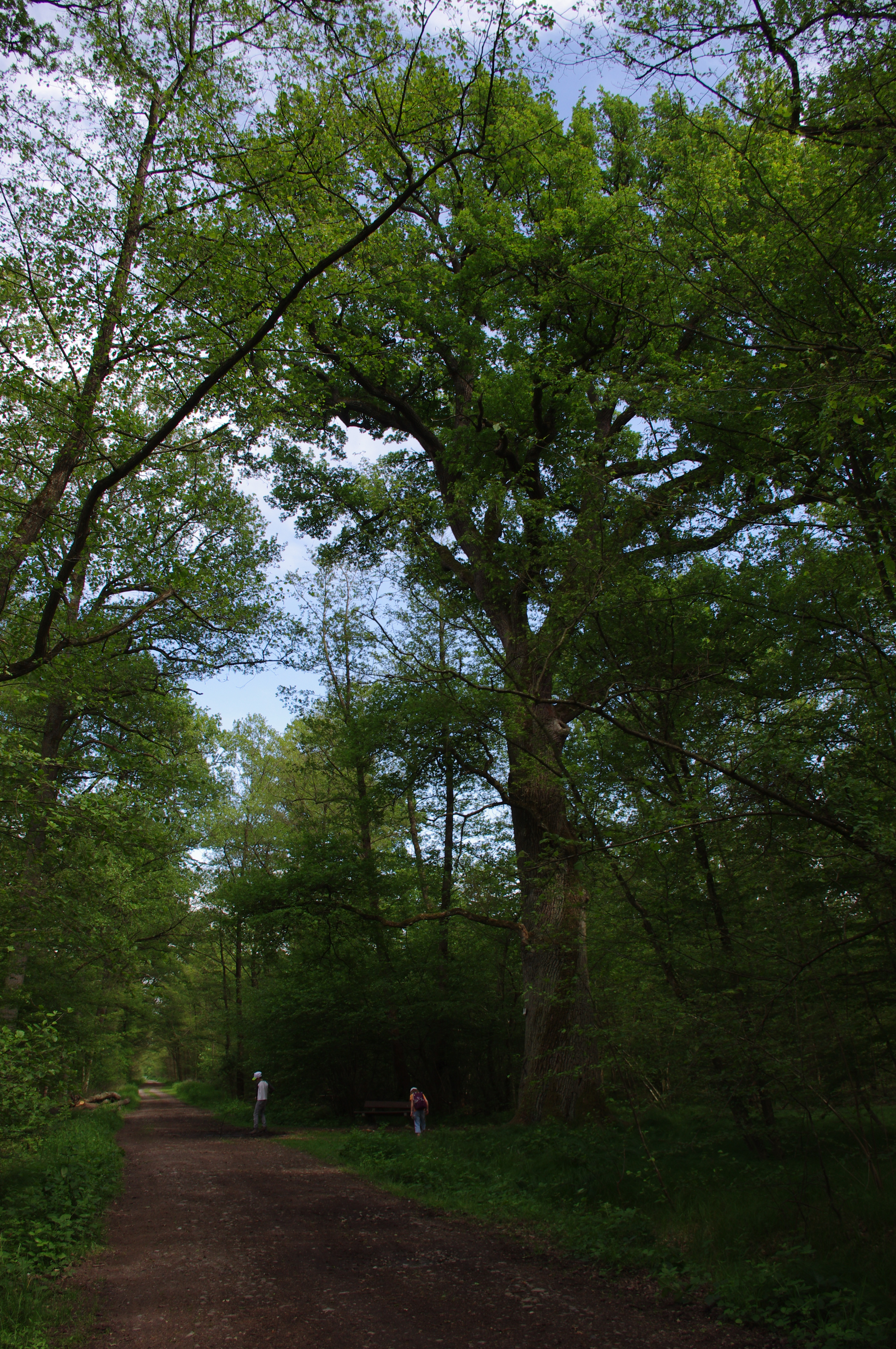
200-jährige Eiche im Nonnenbruchwald

Das Gebiet verteilt sich auf die Gemarkungen der folgenden Gemeinden:
- Aspach-le-Bas, deutsch: Niederaspach
- Berrweiler
- Bollweiler
- Cernay, deutsch: Sennheim
- Ensisheim
- Feldkirch
- Kingersheim
- Lutterbach
- Pfastatt
- Pulversheim
- Reiningue, deutsch: Reiningen
- Richwiller, deutsch: Reichweiler
- Ruelisheim
- Schweighouse-Thann, deutsch: Schweighausen
- Staffelfelden
- Uffholtz
- Ungersheim
- Wittelsheim
- Wittenheim

## Merkmale

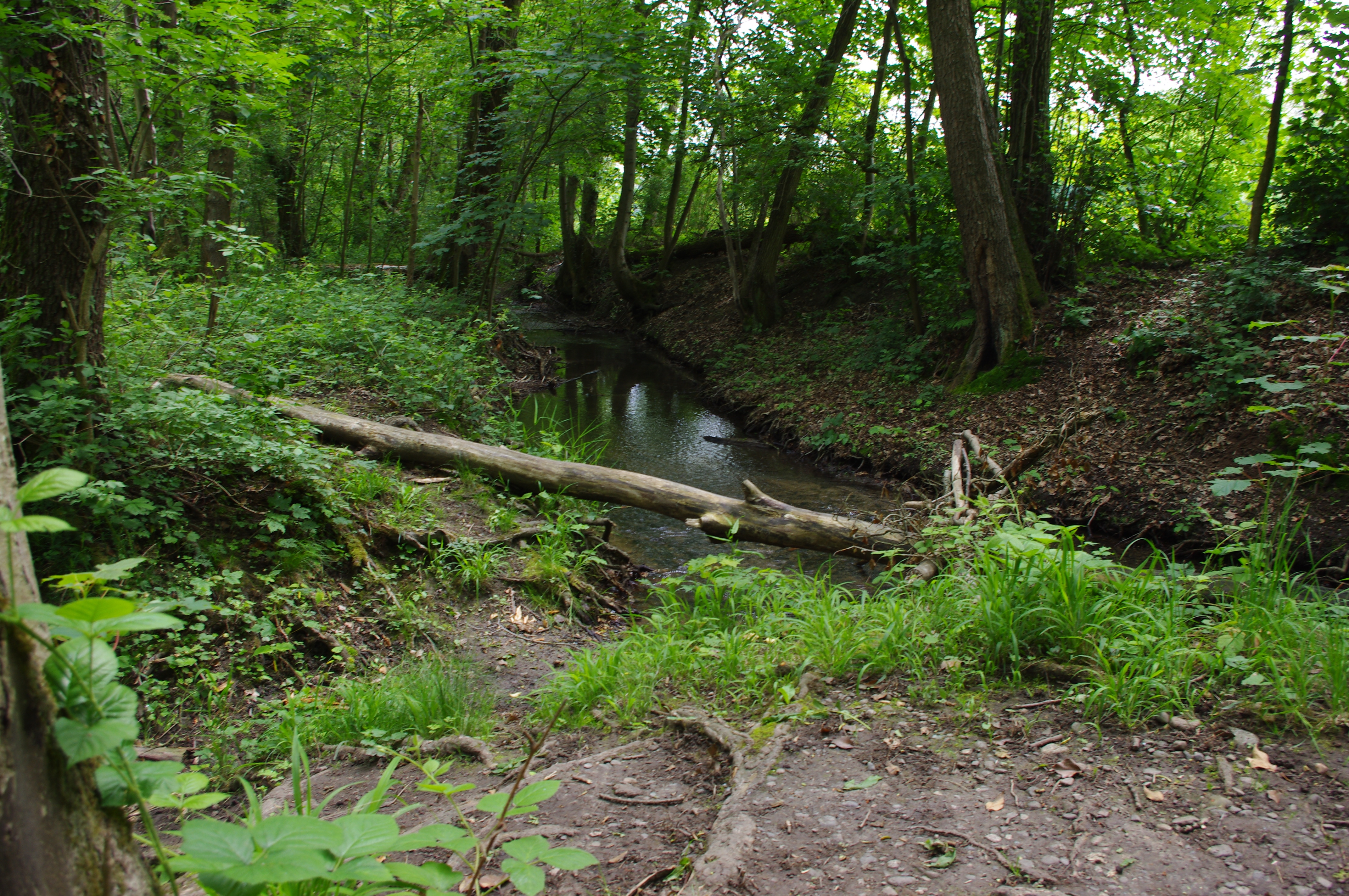
Das Dollerbaechlein im Süden des Nonnenbruchwaldes

Das zusammenhängende Waldgebiet wurde durch die Bergbautätigkeit zerstückelt, ohne dass diese seinen Fortbestand endgültig gefährden konnte. Die Kaliminen wurden 100 Jahre lang, von 1904 bis 2004, ausgebeutet und dann stillgelegt. Heute wird es durch die fortschreitende Bebauung der Region bedroht.
Dieser Wald, dessen Boden mit Löss bedeckt ist, befindet sich im Schwemmkegel von Doller und Thur. Der Wald ist durchsetzt mit steppenartigen Lichtungen, Halden und alten Steinbrüchen, in denen sich Teiche bilden. Die Winderosion der Halden erhöhte den Salzgehalt des Bodens und hat in gewissem Maße die Landschaft verändert. Zahlreiche Wanderwege ermöglichen es, den Wald zu durchqueren und in die verschiedenen Gemeinden zu gelangen. Durch Verordnung vom 25. Mai 2004 wurde das Waldgebiet auf einer Fläche von 340,2239 Hektar auf dem Gebiet der Gemeinden Kingersheim, Lutterbach, Pfastatt, Reiningen, Reichweiler und Wittenheim zum Waldreservat erklärt.

## Baumbestand
Der Nonnenbruchwald zeichnet sich durch folgende Laubbäume aus: Eichen, Rotbuchen, Hainbuchen, Eschen, Waldkiefer.

## Artenvielfalt
Anlässlich des Tages der Artenvielfalt im Jahr 2011 erfassten Naturwissenschaftler die an den Rothmoos und Silbermättle heißenden Orten im Süden der nach Amélie Zurcher benannten ehemaligen Kaligrube  Amélie II (Gemeinden Reichweiler und Wittelsheim) vorkommenden Tierarten. Dabei konnte das Vorkommen von 37 Arten, die im Elsass auf der Roten Liste stehen, nachgewiesen werden.

## Fauna

### Säugetiere
- Marder: Mauswiesel (steht auf der Roten Liste der im Elsass gefährdeten Säugetiere),  Dachs, Steinmarder, Hermelin (steht auf der Roten Liste der im Elsass gefährdeten Säugetiere), Baummarder, Iltis (steht auf der Roten Liste der im Elsass gefährdeten Säugetiere)
- Nagetiere: große Wühlmaus, Eichhörnchen, Gartenschläfer, Haselmaus, Zwergmaus, Bisamratte, Wanderratte, Hausmaus
- Hirsche: Reh
- Igel: Braunbrustigel
- Nagetiere: Wildkaninchen (steht auf der Roten Liste der im Elsass gefährdeten Säugetiere), Feldhase (steht auf der Roten Liste der im Elsass gefährdeten Säugetiere)
- Hunde: Rotfuchs
- Schweine, Wildschwein
- Biberratte

Koordinaten: 47° 48′ 49″ N, 7° 17′ 20″ O